# Cerebratulus flavifrons
Cerebratulus flavifrons är en djurart som tillhör fylumet slemmaskar, och som beskrevs av Grube 1864. Cerebratulus flavifrons ingår i släktet fläsknemertiner, och familjen Cerebratulidae. Inga underarter finns listade i Catalogue of Life.